# Mary & Max
Mary & Max är en animerad film från 2009 i regi av Adam Elliot. 

## Handling
En berättelse om vänskapen mellan två osannolika brevvänner, Mary, en ensam åttaårig tjej som bor i en förort till Melbourne och Max, en överviktig fyrtiofyraårig judisk man med Asperger som bor i New York. Deras oväntade vänskap för med sig båda på en lång och vindlande resa där de avhandlar och hanterar många ämnen och utmaningar. 

## Rollista
- Barry Humphries - berättare
- Toni Collette - Mary Daisy Dinkle
  - Bethany Whitmore - Mary som ung
- Philip Seymour Hoffman - Max Jerry Horowitz
- Eric Bana - Damien Popodopoulos
- Renée Geyer - Vera Lorraine Dinkle
- Ian "Molly" Meldrum - hemlös man
- Michael Ienna - Lincoln (ej krediterad)
- Julie Forsyth, John Flaus, Christopher Massey, Shaun Patten, Leanne Smith och Carolyn Shakespeare-Allen - övriga röster